# Erioptera lilliputina
Erioptera lilliputina là một loài ruồi trong họ Limoniidae. Chúng phân bố ở miền Cổ bắc.